# Брехт (Німеччина)
Брехт (нім. Brecht) — громада в Німеччині, розташована в землі Рейнланд-Пфальц. Входить до складу району Бітбург-Прюм. Складова частина об'єднання громад Бітбургер-Ланд.
Площа — 4,50 км². Населення становить 211 ос. (станом на 31 грудня 2020).